# Kultura piśmienna
Kultura pisana – kultura wyższych form rozwojowych cywilizacji ludzkiej, dla których zaistnienia niezbędnym warunkiem była możliwość jednoznacznego utrwalania myśli ludzkiej, oraz przekazywania jej na odległość. Warunek ten w stopniu wystarczającym spełnić mógł dopiero wynalazek pisma. Przykładem tej kultury może być średniowieczna Europa.